# 小行星6792
小行星6792（6792 Akiyamatakashi）是一颗绕太阳运转的小行星，为主小行星带小行星。该小行星于1991年11月30日发现。

## 轨道参数
小行星6792的轨道半长轴为2.3751378 UA，离心率为0.244。